# R-9 Desna

R-9A2

El R-9 (en ruso: Р-9, designación GRAU: 8К75, designación OTAN: SS-8 Sasin) fue un misil balístico intercontinental de dos etapas fabricado por la Unión Soviética.

## Historia
Diseñado en 1959 y probado por primera vez en 1961, el R-9 representó una gran mejora respecto a anteriores diseños de misiles soviéticos. Simultáneamente se desarrolló el misil R-16 en competencia con este.
El misil, capaz de transportar de carga útil de 1600 kg a 11.000 km con una precisión de 2 km, no solo era muy preciso para su época, sino también tácticamente mucho más útil para la Unión Soviética. Los anteriores diseños soviéticos, propulsados mediante oxígeno líquido criogénico y queroseno, usualmente tardaban horas en repostar y poner en marcha. El R-9, en cambio, podría lanzarse 20 minutos después de que se diera la orden de lanzamiento. El sistema de control de este cohete se diseñó en  OKB-692 (posteriormente renombrado a NPO Electropribor (Járkov, actual Ucrania).
Entró en servicio activo por primera vez en 1964. El R-9 podía llevar una ojiva de 1,65 hasta 5 Mt. Este fue el último misil soviético que utilizó propelente criogénico, este diseño es uno de los misiles balísticos intercontinentales más ampliamente desplegados que lo utilizaba. La primera etapa del misil era un diseño de cuatro cámaras de ciclo cerrado desarrollado por OKB-456 (posteriormente renombrado a NPO Energomash). La segunda etapa, conectada mediante  cerchas a la primera etapa (como el moderno cohete Soyuz) también disponía de cuatro cámaras, pero utilizado cámaras de combustión de ciclo abierto más adecuados a gran altitud. El motor cohete fue obra del equipo de diseño OKB-154. El guiado de la cabeza de combate, como la mayoría de ICBM antes y después de él, era totalmente inercial quitando los últimos diez segundos antes de la detonación de la ojiva, que estaba controlado por un sistema de corrección de radio-altímetro.

## Despliegue

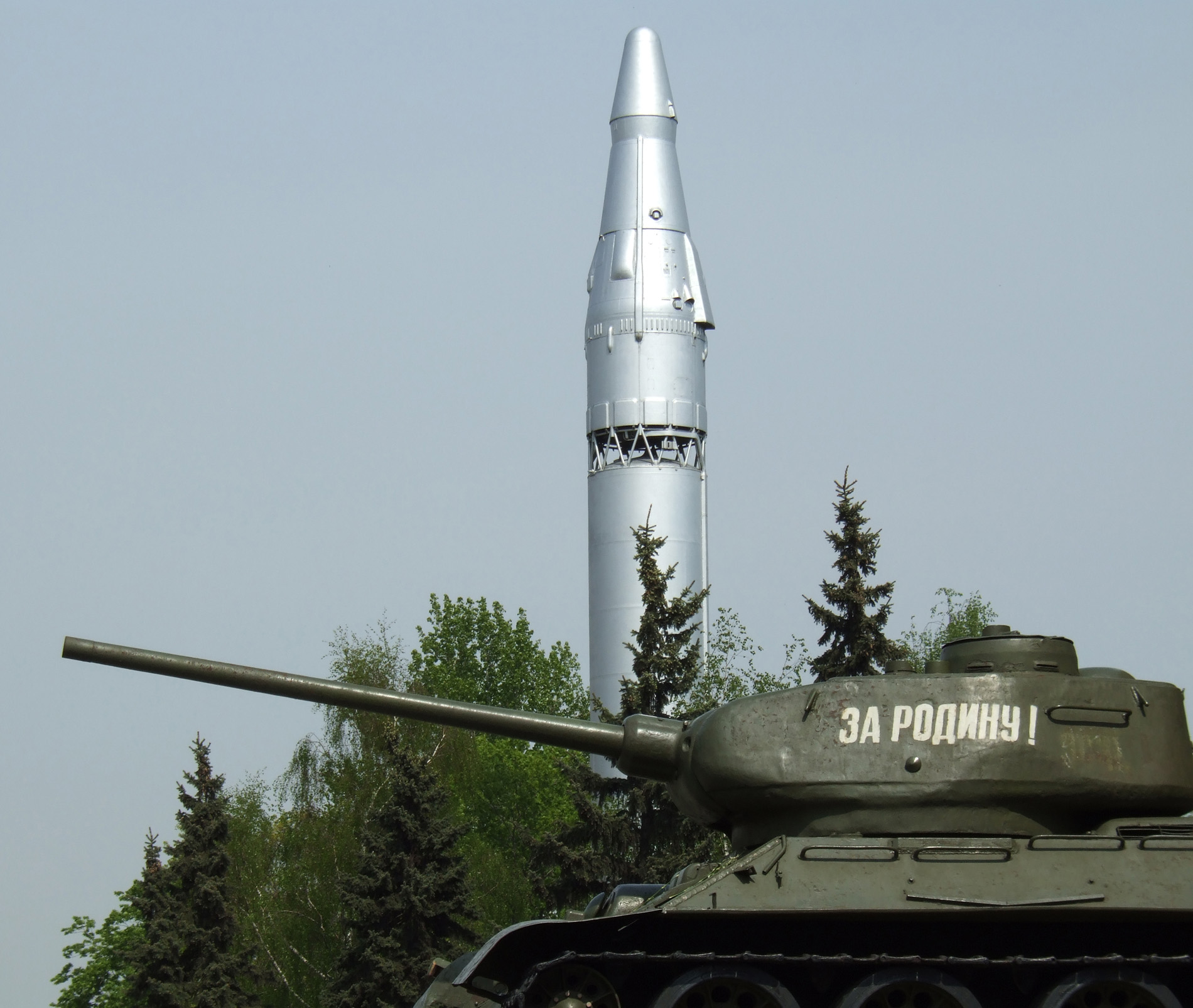
Misil R-9 detrás de un tanque T-34 (Museo Central de las Fuerzas Armadas de Rusia)

El diseño inicial incluía un sistema móvil de superficie de lanzamiento, pero la situación cambiante de la Guerra Fría hizo que se desarrollaran también emplazamientos fijos. El sistema basado en tierra, sin embargo, nunca alcanzarían la movilidad esperada de los parámetros iniciales de diseño. En total, se construyeron tres sitios de lanzamiento, pero solo se utilizaron dos. "Desna-V", la zona de lanzamiento silo, consistió en tres silos subterráneos con la capacidad de lanzar el R-9 en 20 minutos, y la capacidad de almacenar el misil en una condición de listo sin combustible durante un año. "Valle", el primero de los dos emplazamientos de lanzamiento en superficie, estaba automatizado en su mayor parte y podía disparar el R-9 en 20 minutos, y repetir el proceso en dos horas y media. El emplazamiento del lanzamiento final, "Desna-N", era también un emplazamiento en superficie, pero nunca recibió los R-9. Como no estaba automatizado necesitaba por lo menos dos horas para lanzar un solo misil.
En 1971, se clausuraron los emplazamientos de lanzamiento en superficie del R-9, y en 1976 todos los misiles R-9 había sido retirados.

## Epílogo
Aunque el misil R-9A entró en servicio y se desplegaron 30 misiles de este tipo, está claro que el uso del oxígeno líquido era poco práctico. Sin embargo, la segunda etapa de la R-9A con unas pocas modificaciones se utilizaron como la tercera etapa del vehículo lanzador espacial basado en el R-7 (Mólniya, Voskhod, Soyuz). El uso de oxígeno líquido subenfriado, que tiene una densidad más alta, también se ha convertido en omnipresente en la tecnología espacial.
Posteriormente, se realizó un intento basado en el R-9A para crear un "misil global" GR-1 (8K713) que no lanza la ojiva en una trayectoria balística sino bajo una órbita terrestre. Desde la cual las ojivas caían frenado el impulso, y así obtener un alcance ilimitado y la entrada de ojivas en objetivo desde cualquier dirección. Se realizaron dos modelos de GR-1, pero no comenzaron las pruebas de vuelo. Un poco más tarde, esta idea cristalizó en el sistema de misiles bombardeo orbital parcial R-36orb creado en  OKB-586 basado en el misil balístico intercontinental R-36.

## Código OTAN
El código de la OTAN SS-8 Sasin se empleó erróneamente a dos sistemas diferentes de misiles soviéticos. La designación se aplica accidentalmente a la R-26 cuando una máqueta de ese misil apareció en un desfile militar. Sin embargo, el programa del R-26 ya había sido cancelado y la OTAN no consignó una nueva designación para el R-26 una vez que se descubrió el error.

## Datos
- Propergoles : queroseno + oxígeno líquido.
- Sistema de control con NII-885 de N. A. Pilyugin y M. S. Ryazanski.
- Hygoscopes por NII-944 de V. I. Kuznetsov.
- Lanzador de GSKB "Spetsmash" de Vladímir Barmin.
- Motor de la primera etapa: RD-111 (8D716) por OKB-456 de V. P. Glushko.
- Motor de la segunda etapa: RO-9 (8D715) por OKB-154 de S. A. Kosberg.
- Ojivas: 1.65 Mt ("ligera") y 2,3 Mt ("pesada").
- Probado en "Polígono nº 51" en NIIP-5 (Baikonur / Tura-Tam) hasta que choque en octubre de 1962.
- Producción en serie en la planta N º 1 en Kuibyshev.
- Despliegue: 2 regimientos de misiles basados en tierra en Kozielsk, 1 regimiento de misiles basados en tierra en Plesetsk, un regimiento de misiles silo subterráneos en Kozielsk.